# Kramgoa låtar 2002
Kramgoa låtar 2002 utkom 2002 och är ett studioalbum av det svenska dansbandet Vikingarna. Melodin "En vän som du" tog sig in på Svensktoppen. Albumet toppade den svenska albumlistan, och blev bandets första albumetta sedan Kramgoa låtar 3 toppade i Sverige 1976.

## Låtlista
1. En vän som du
2. Visst är det kärlek
3. Vägen hem
4. En sommar i Provence
5. Vi ska vandra tillsammans
6. Våren 1972
7. Har du en vän
8. Om du bara vill
9. Älskling
10. Kiss me Quick
11. Hjälp mig ur min ensamhet
12. Små ord av kärlek
13. Nu eller aldrig
14. Genom alla år
15. Du bara du

## Listplaceringar
| Lista (2002) | Topplacering |
| ------------ | ------------ |
| Finland      | 25           |
| Norge        | 4            |
| Sverige      | 1            |